# Son Chae-young
 (mai 2020).
Si vous disposez d'ouvrages ou d'articles de référence ou si vous connaissez des sites web de qualité traitant du thème abordé ici, merci de compléter l'article en donnant les références utiles à sa vérifiabilité et en les liant à la section « Notes et références ».
Dans ce nom coréen, le nom de famille, Son, précède le nom personnel.
Son Chae-young (coréen : 손채영), plus connue sous le nom de Chaeyoung (coréen : 채영), née le 23 avril 1999 est une rappeuse et chanteuse sud-coréenne.
Elle est connue pour faire partie du groupe de filles K-pop sud-coréen Twice. Elle prend régulièrement part à l’écriture de paroles des chansons du groupe, et depuis 2019, s’est mise à composer.

## Biographie
Dès son plus jeune âge, Chaeyoung s'intéresse aux arts du spectacle, ce qui lui donne envie de devenir chanteuse. À l'âge de 14 ans, Chaeyoung auditionne pour l'agence JYP Entertainment. Elle y deviendra stagiaire pendant 3 ans et sera formée au rap rapidement après avoir commencé sa formation.
En 2015, Chaeyoung participe à l'émission Sixteen organisée par JYP Entertainment afin de trouver les futurs membres du futur girl group Twice. Elle réussira l'émission, et débutera le 20 octobre de la même année avec Nayeon, Jeongyeon, Momo, Jihyo, Sana, Mina, Dahyun et Tzuyu avec leur 1er EP The Story Begins. Grâce à ses bonnes compétences en rap, elle occupera le rôle de rappeuse principale du groupe.
En avril 2016 sort Page Two, le second EP du groupe, qui comprend une édition limitée avec une couverture dessinée par Chaeyoung.

### Vie privée
En février 2019, Chaeyoung devient diplômée de l'Hanlim Multi Art School où elle étudiait depuis 2016 avec Tzuyuet Dahyun.
Début avril 2024, Chaeyoung officialise sa relation avec le rappeur Zion.T, les deux étant en couple depuis six mois.

## Discographie

### Collaborations
| Année | Titre                      | Album                               | Featuring                                              |
| ----- | -------------------------- | ----------------------------------- | ------------------------------------------------------ |
| 2015  | Daring Woman (당돌한 여자) | (투유 프로젝트 - 슈가맨 Pt.11 (en)) | Nayeon, Jihyo et Tzuyu                                 |
| 2020  | I'll Show You              | ALL OUT                             | Nayeon, Sana, Jihyo, Annika Wells et Bekuh Boom (K/DA) |
| 2023  | Pop Star (Chaeyoung Remix) | Pop Star (Chaeyoung Remix)          | Coco & Clair Clair (en)                                |

### Crédits musicaux
| Année | Titre                   | Artiste | Album                   | Paroles | Paroles                     | Musique | Musique            |
| Année | Titre                   | Artiste | Album                   | Crédit  | Autre(s) crédit(s)          | Crédit  | Autre(s) crédit(s) |
| ----- | ----------------------- | ------- | ----------------------- | ------- | --------------------------- | ------- | ------------------ |
| 2016  | Precious Love           | Twice   | Page Two                | ✔️      | J.Y. Park                   | ❌      |                    |
| 2017  | Eye Eye Eyes            | Twice   | Signal                  | ✔️      | Jihyo                       | ❌      |                    |
| 2017  | Missing U               | Twice   | Twicetagram             | ✔️      | Dahyun et earattack         | ❌      |                    |
| 2017  | Don't Give Up           | Twice   | Twicetagram             | ✔️      | Aucun(s)                    | ❌      |                    |
| 2018  | Sweet Talker            | Twice   | What Is Love?           | ✔️      | Jeongyeon                   | ❌      |                    |
| 2018  | Young & Wild            | Twice   | Yes or Yes              | ✔️      | Kim Hyun-yoo                | ❌      |                    |
| 2019  | Strawberry              | Twice   | Fancy You               | ✔️      | Kim Eun-su                  | ❌      |                    |
| 2019  | 21:29                   | Twice   | Feel Special            | ✔️      | Twice                       | ❌      |                    |
| 2019  | How U Doin              | Twice   | &Twice                  | ✔️      | Risa Horie                  | ✔️      | Frants             |
| 2020  | Sweet Summer Day        | Twice   | More & More             | ✔️      | Jeongyeon                   | ❌      |                    |
| 2020  | Handle It               | Twice   | Eyes Wide Open          | ✔️      | Aucun(s)                    | ❌      |                    |
| 2021  | The Feels (Korean Ver.) | Twice   | Formula of Love: O+T=<3 | ✔️      | Aucun(s)                    | ❌      |                    |
| 2022  | Celebrate               | Twice   | Celebrate               | ✔️      | J. Y. Park, Twice et Co-sho | ❌      |                    |
| 2022  | Basics                  | Twice   | Between 1&2             | ✔️      | Aucun(s)                    | ❌      |                    |
| 2024  | Rush                    | Twice   | With You-th             | ✔️      | Aucun(s)                    | ❌      |                    |

## Filmographie
Elle est apparue dans MV de GOT7 :"Stop Stop It".
| Année | Titre   | Chaîne | Rôle      |
| ----- | ------- | ------ | --------- |
| 2015  | Sixteen | Mnet   | Candidate |